# Dukat (1812–1813)
Dukat (1812–1813) – moneta dukatowa Księstwa Warszawskiego, o równowartości 18 złotych, bita na podstawie dekretu Fryderyka Augusta, króla saskiego, księcia warszawskiego, z dnia 25 czerwca 1810 r.

## Awers
Na tej stronie umieszczono prawy profil popiersia księcia warszawskiego Fryderyka Augusta, dookoła otokowy napis:

FRID. AVG. REX SAX. DUX VARSOV.

tzn. Fryderyk August król saski, książę warszawski.

## Rewers
W centralnej części znajduje się herb sasko-polski – na dwupolowej tarczy nakrytej królewską koroną saską, w lewym polu herb saski, w prawym polu orzeł polski, po bokach tarczy umieszczono dwie skrzyżowane gałązki palmowe, po obu stronach skrzyżowania gałązek znak intendenta mennicy w Warszawie – I.B. (Jakub Benik 1812, 1813), u góry, po obydwu stronach korony, znajduje się rok bicia 1812 lub 1813, przy samym rancie otokowy napis:

AUREUS MUMMUS DUCAT• VARSOV•

## Opis
Monetę bito w mennicy w Warszawie, w złocie próby 983, na krążku o średnicy 22 mm, masie 3,46 grama, z rantem skośnie karbowanym. Według sprawozdań mennicy w latach 1812 i 1813 w obieg wpuszczono 11 547 sztuk dukatów. Stopień rzadkości poszczególnych roczników przedstawiono w tabeli:
| Rocznik    | Stopień rzadkości | Liczba egzemplarzy | Uwagi                          |
| ---------- | ----------------- | ------------------ | ------------------------------ |
| dukat 1812 | R3                | 601–3000           |                                |
| dukat 1813 | R5                | 26–120             | istnieją odbitki w miedzi (R8) |